# Operação Perfídia
Operação Perfídia é uma operação da Polícia Federal (PF) deflagrada em abril de 2017 que teve como principal alvo Claudia Chater, prima do doleiro Carlos Habib Chater, primeiro preso da Operação Lava Jato. Dono do Posto da Torre em Brasília, Carlos Habib também é investigado na operação por ter participado das movimentações financeiras da quadrilha. A ação contou com cerca de 200 policiais federais, que cumpriram mais de cem mandados judiciais, sendo 55 de busca e apreensão e 46 de condução coercitiva.
A Operação começou com a prisão de um jordaniano com passaporte falso em agosto do de 2016. A investigação identificou que a advogada Cláudia teria participado da emissão deste e de outros documentos e uma busca e apreensão em endereços dela em dezembro do de 2016 mostrou que o esquema criminoso se estenderia a diversas outras áreas e teria realizado grandes operações de lavagem de dinheiro.
A investigação apontou ligação do grupo de Claudia com uma transação de 5 bilhões de dólares, realizada em 2016. A empresa dinamarquesa PASPX PLC, do tipo ebanking, comprou o montante em dinheiro estrangeiro da Global Recreative Sistem, offshore com sede na Venezuela, representada por Maurício Araújo de Oliveira Souza, nascido em Campo Grande.
Além de Claudia Chater, foi preso Edvaldo Pinto Ribeiro, apontado pelos investigadores como um dos principais aliados dela nos atos criminosos.